# سامسونج فوكس إس
سامسونج فوكس S (بالإنجليزية: Samsung Focus S)‏ هو هاتف ذكي من سامسونج يعمل بنظام ويندوز فون، تم طرحه في الأسواق في نوفمبر 6, 2011.

## الخصائص
- نظام التشغيل: ويندوز فون
- الكاميرا الأمامية: 1.3 ميجابكسل
- الكاميرا الخلفية: 8 ميجابكسل
- الوزن: 110.6 غرام
- المعالج: 1.4 جيجا هرتز
- الذاكرة: 1 جيجابايت
- التخزين: 16 جيجابايت